# Wireless Power Consortium
Wireless Power Consortium är ett konsortium för utveckling av sladdlös laddning av batterier i bland annat mobiltelefoner.

## Historia
Wireless Power Consortium hade sitt första möte i slutet av 2008 och därefter har antalet medlemmar stadigt ökat till cirka 100 stycken i slutet av år 2011. Bland annat anslöt sig Nokia under år 2009  för att i september 2012 presentera sin första mobil med stöd för sladdlös laddning: Nokia Lumia 920.
Konsortiet utvecklade den sladdlösa laddningsstandarden Qi.

## Medlemmar
Per den 8 september 2012 fanns det 126 medlemmar . Bland annat dessa:
Telefontillverkare
- Apple Inc
- HTC
- Huawei
- LG
- Motorola Mobility
- NEC
- Nokia
- Panasonic
- Samsung
- Sony

Övriga
- Belkin
- Freescale
- Imation
- Philips
- Ricoh
- ST-Ericsson
- TDK
- Texas Instruments
- Toshiba